# Moving Shadow
Moving Shadow é uma Gravadora britanica de drum and bass criada em 1990 por Rob Playford, já gravou álbuns para Calyx, Omni Trio's, Hyper-On Experience entre outros.

## Inicio
A gravadora começou operando inicialmente na casa de Playford. Playford tinha lançado a sua primeira faixa antes de decidir o nome da gravadora, que antes era "Orbital Madness" e tornou-se uma referência para os jovens artistas/produtoras da época que queriam lançar suas próprias músicas.
O Primeiro álbum lançado foi Psychtronic EP em 1991 por Earth Leakage Trip.
Moving Shadow forneceu canções em alguns jogos incluindo Grand Theft Auto 2, Midnight Club, Grand Theft Auto 3 e Grand Theft Auto: Liberty City Stories, em Grand Theft Auto 3, é a MSX FM, e em Grand Theft Auto: Liberty City Stories, opera sob o antigo nome MSX 98, com Playford, ou "DJ Timecode" como ele é conhecido mundialmente, no jogo Midnight Club a canção que aparece é "Spectre" de Aquasky.